# شومرلیا
شهر شومرلیا (به روسی: Шумерля) در کشور روسیه و در جمهوری چواشستان واقع شده‌است.